# Kaolinovo (huyện)
Kaolinovo là một huyện thuộc tỉnh Shumen, Bungaria. Dân số thời điểm năm 2001 là 12544 người.